# دانشگاه بوکونی
دانشگاه بوکّونی (به ایتالیایی: Università Commerciale Luigi Bocconi) یک دانشگاه خصوصی در زمینه اقتصاد است که در شهر میلان ایتالیاست. این دانشگاه در سال ۱۹۰۲ تأسیس شد. و در زمینه اقتصاد از برترین دانشگاه های جهان محسوب می‌شود. 
طبق گزارش QS این دانشگاه با مدرسه اقتصاد هاروارد و MIT به سادگی رقابت میکند. نکته جالب در مورد آن این است که این دانشگاه در رشته مدیریت و اقتصاد (که از پردرآمدترین و مهمترین رشته های دنیا محسوب می‌شوند)،برترین دانشگاه اروپا،  آسیا و استرالیا است و از دانشگاه آکسفورد و کمبریج پیشی گرفته است!.
نکته جالب دیگر در مورد دانشگاه این است که ساختمان اصلی آن مربوط به حدود 100 سال پیش است و همچنان فعالیت دارد!(کمپ اصلی دانشگاه در سال 1963 به عنوان شاهکار معماری آن سال از سپی مجله تایمز برگزیده شد!)
این دانشگاه به عنوان یکی از موسسه‌های پیشرو در آموزش اقتصاد و تجارت در اروپا شناخته می‌شود و توسط مؤسسه وال استریت ژورنال جزو ۲۰ دانشگاه اول تجارت در دنیا رده‌بندی شده‌است.
در فهرست رتبه‌بندی دانشگاه‌های ایتالیا توسط وزارت علوم ایران، این دانشگاه در رده دانشگاه‌های درجه دو اروپا قرار دارد.

## پذیرش

### کارشناسی
این دانشگاه، رشته‌هایی در زمینه اقتصاد، مدیریت و حقوق در مقطع کارشناسی دارد که بیشتر به زبان ایتالیایی است. پنج رشته انگلیسی زبان هم برای دانشجویان برون‌مرزی دارد.

### کارشناسی ارشد
همانند کارشناسی، در مقطع ارشد نیز زمینه‌های گفته شده باشنده است که ۶ رشته آن به انگلیسی است. پذیرش کارشناسی ارشد ۵ گام دارد که از ژانویه آغاز می‌شود. دانشجویانی که نمره جی‌مت ایشان ۶۵۰ و به بالا داشته باشند می‌توانند در همان گام نخست پذیرفته شوند. از آنجا که آزمون جی‌مت هم‌اکنون در ایران به دلیل تحریم برگزار نمی‌شود، دانشجویان می‌توانند با هماهنگی با استاد راهنما نمره بخش کمی آزمون جی‌آرای را جایگزین بفرستند. برای دانشجویان این پایه، چندین گونه بورس آموزشی و تخفیف‌هایی هم باشنده است.

#### اس‌دی‌ای
اس‌دی‌ای (به ایتالیایی: Scuola di Direzione Aziendale) یکی از بخش‌های این دانشگاه است که به‌طور تخصصی در زمینه ام‌بی‌ای کار می‌کند. این مرکز از بهترین مرکزهای آموزشی ام‌بی‌ای اروپاست و در سال ۲۰۰۷ رتبه ۱۷ دنیا را بر حسب ترجیح استخدام دانش‌آموختگان از سوی شرکت‌های بزرگ بین‌المللی کسب کرد.

### دکترا
در پایه دکترا، این دانشگاه ۶ رشته دارد. پذیرش سالی یکبار انجام می‌شود.

## لینک‌ها
- خیابان بلینی (میلان)